# محمد علي الابن
1. تحويل [[]]